# Red de Centros de Documentación y Bibliotecas de Mujeres

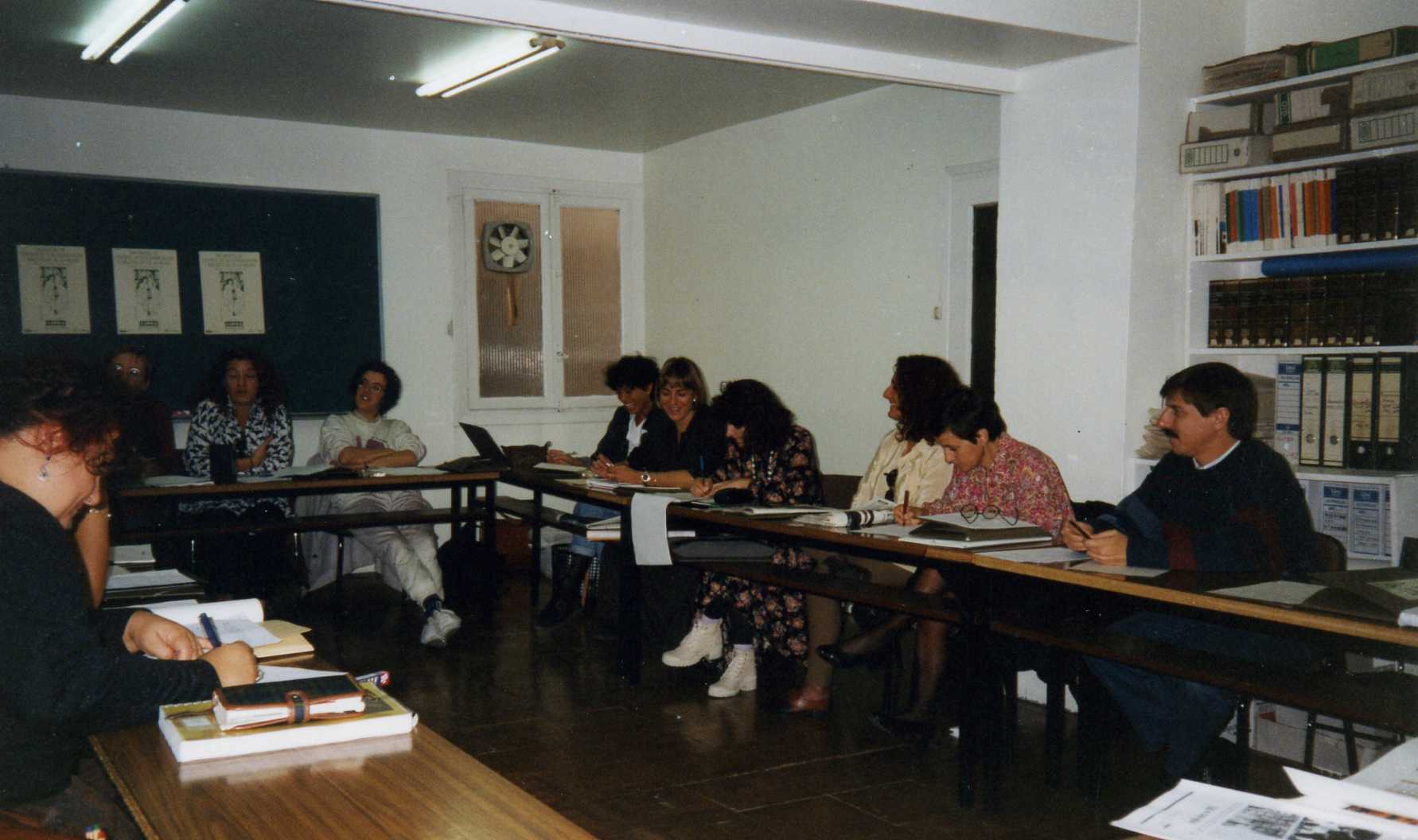
I Encuentro de Centros de Documentación y Bibliotecas de Mujer (Pamplona, 1994).

La Red de Centros de Documentación y Bibliotecas de Mujeres, es una red española creada en 1995, formada por unidades de información especializadas. Los centros que la forman cuentan con fondos documentales especializados en estudios de género, feminismo y mujeres en general. La finalidad de la Red es potenciar la cooperación bibliotecaria y la coordinación para la solución de problemas comunes, así como la elaboración de herramientas de trabajo que faciliten la labor de los centros.
La Red abarca casi todas las comunidades autónomas. Las bibliotecas y centros de documentación integrantes pertenecen a distintas entidades, son de uso público, sus fondos están catalogados y organizados con procedimientos normalizados, utilizan lenguajes de indexación no sexistas y cuentan con personal experimentado en gestión documental.

## Historia
El primer contacto entre centros de documentación y bibliotecas de mujeres tuvo lugar en el marco de las Jornadas Feministas Estatales: Juntas y a por todas (Madrid, 1993), durante el desarrollo de un taller relacionado con la gestión de la documentación sobre mujeres. 
En 1994 la Biblioteca de la Mujer de IPES Elkartea  (Instituto de Promoción de Estudios Sociales) de Pamplona organizó el primer Encuentro de Centros de Documentación y Bibliotecas de Mujer y, en 1995,  fue la Biblioteca de Mujeres de Madrid quien organizó un segundo encuentro, constituyéndose propiamente la Red de Centros de Documentación y Bibliotecas de Mujeres.
La Red nació con el fin de servir cómo medio de comunicación y cooperación entre los establecimientos documentales especializados en Mujer y Género existentes en todo el estado español.

## Tipología de centros que integran la Red
Según su dependencia administrativa se clasifican en cuatro grupos:
- Dependientes de los organismos gubernamentales promotores de políticas públicas para la igualdad, de las administraciones estatal y autonómicas.
- Bibliotecas y centros de información y recursos de la administración local vinculados a ayuntamientos y diputaciones.
- Bibliotecas de asociaciones afines al movimiento feminista,
- Servicios de documentación de los centros de investigación universitaria.

## Centros de documentación y bibliotecas de mujeres integrados en la Red

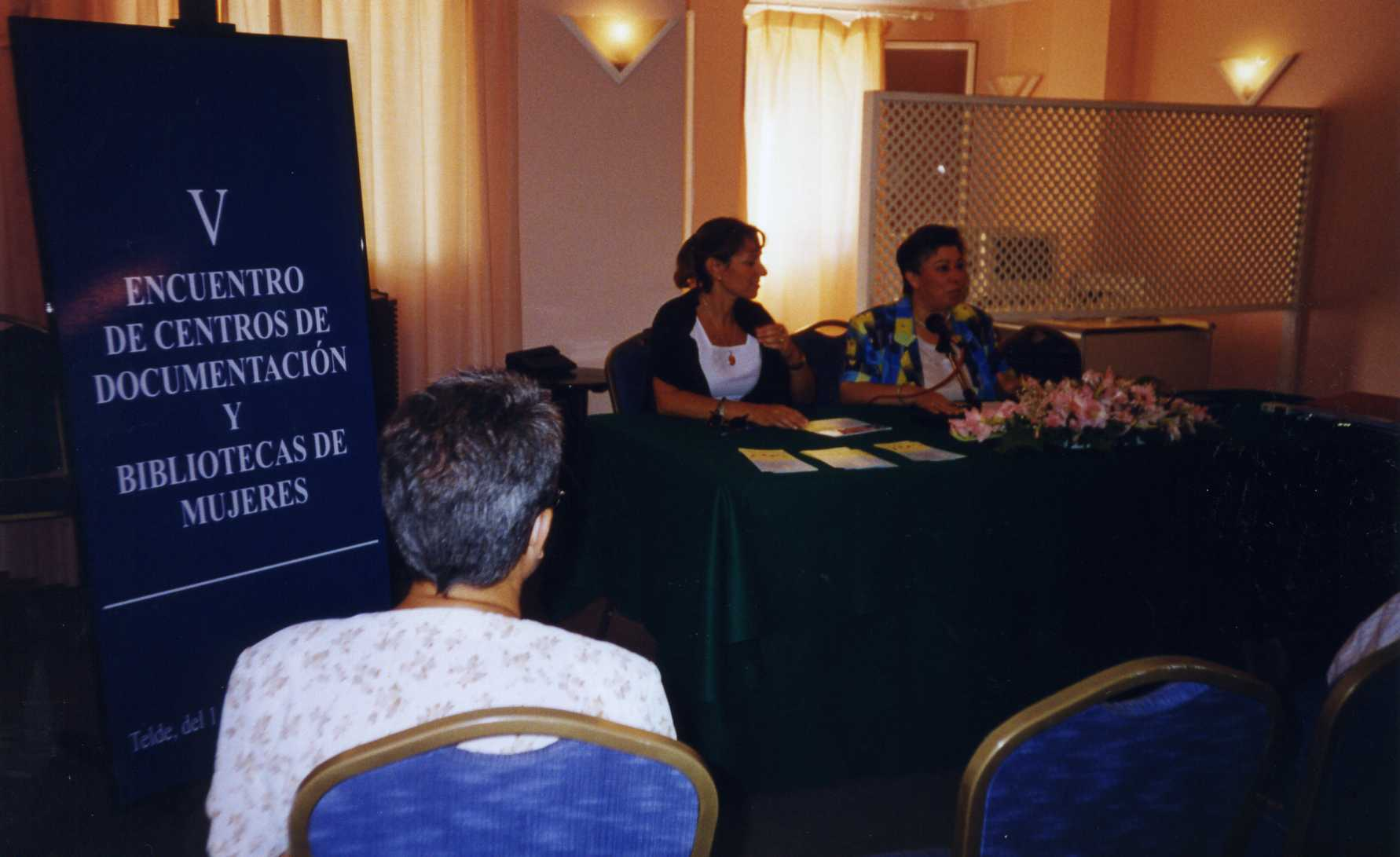
V Encuentro de la Red de Centros de Documentación y Bibliotecas de Mujeres (Telde, 1998)

Centros integrados en la Red, por comunidades autónomas:
Andalucía:

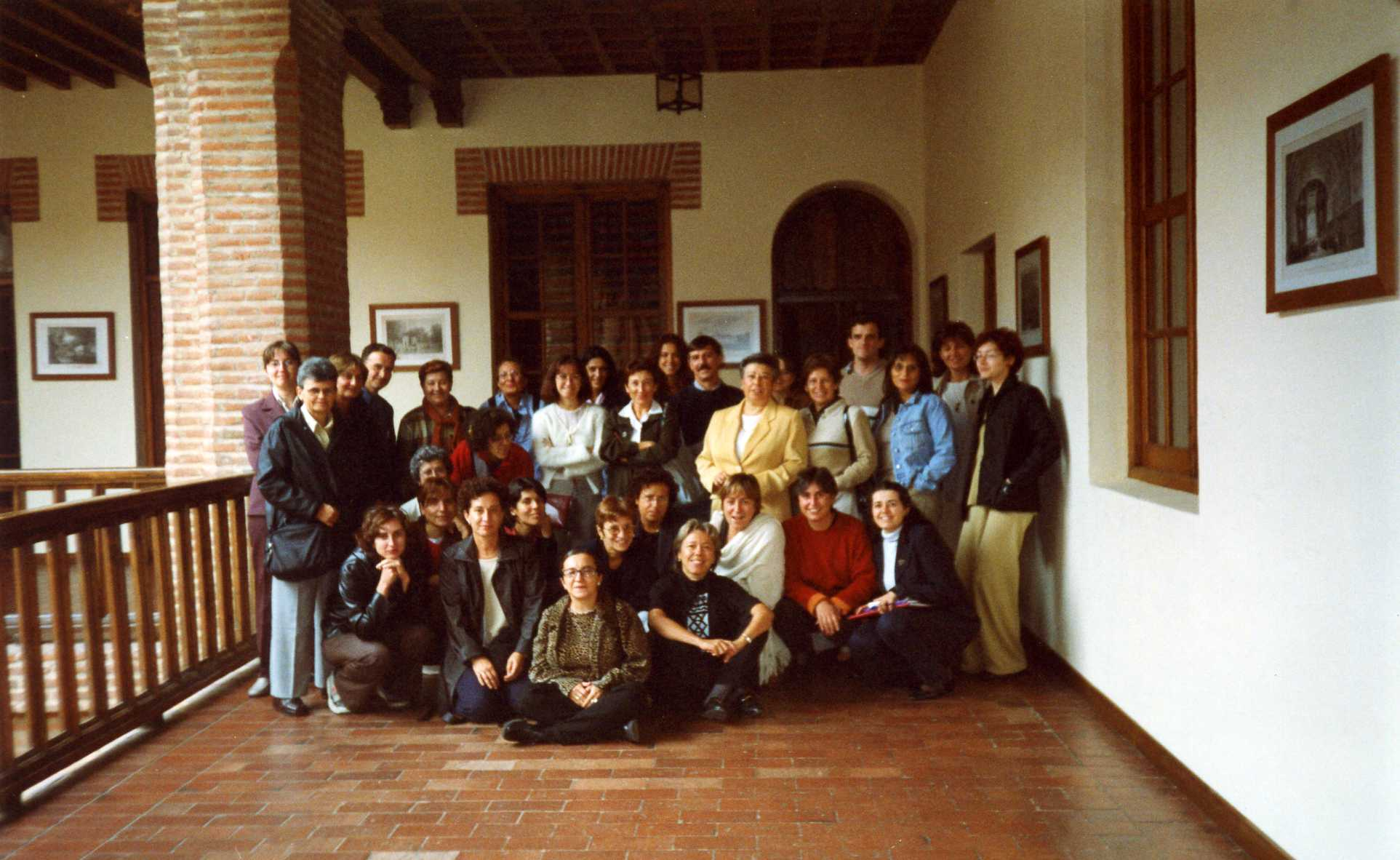
VII Encuentro de la Red de Centros de Documentación y Bibliotecas de Mujeres (Valladolid, 2000)

- Centro Europeo de las Mujeres "Mariana de Pineda" del Servicio de Igualdad de Oportunidades. Ayuntamiento de Granada.

- Biblioteca de la Delegación de Igualdad y Juventud. Diputación de Granada.

- Biblioteca-Centro de Documentación del Servicio de Igualdad de Género. Diputación de Málaga

- Centro de Documentación "María Zambrano". Instituto Andaluz de la Mujer

- Biblioteca del Instituto de Investigación de Estudios de las Mujeres y de Género. Universidad de Granada

Aragón:
- Centro De Documentación y Biblioteca. Instituto Aragonés de la Mujer

Castilla-La Mancha:
- Centro de Documentación. Instituto de la Mujer de Castilla-La Mancha

Castilla y León:
- Centro de Documentación y Biblioteca de la Mujer de Valladolid

- Biblioteca del Centro de Estudios de la Mujer. Universidad de Salamanca

Cataluña:
- Centro de Recursos y Asesoramiento para las Mujeres de Badalona. Programa Municipal para la Mujer

- Biblioteca Francesca Bonnemaison

- Centre de Documentación  Ca La Dona

- Centro de Documentación "Joaquima  Alemany i Roca". Instituto Catalán de las Mujeres

- Centro de Estudios y Documentación de las Mujeres del Seminario Interdisciplinar de Estudios de la Mujer. Centre "Dolors Piera" de Igualdad de Oportunidades y Promoción de las Mujeres. Universidad de Lérida

Comunidad de  Madrid:

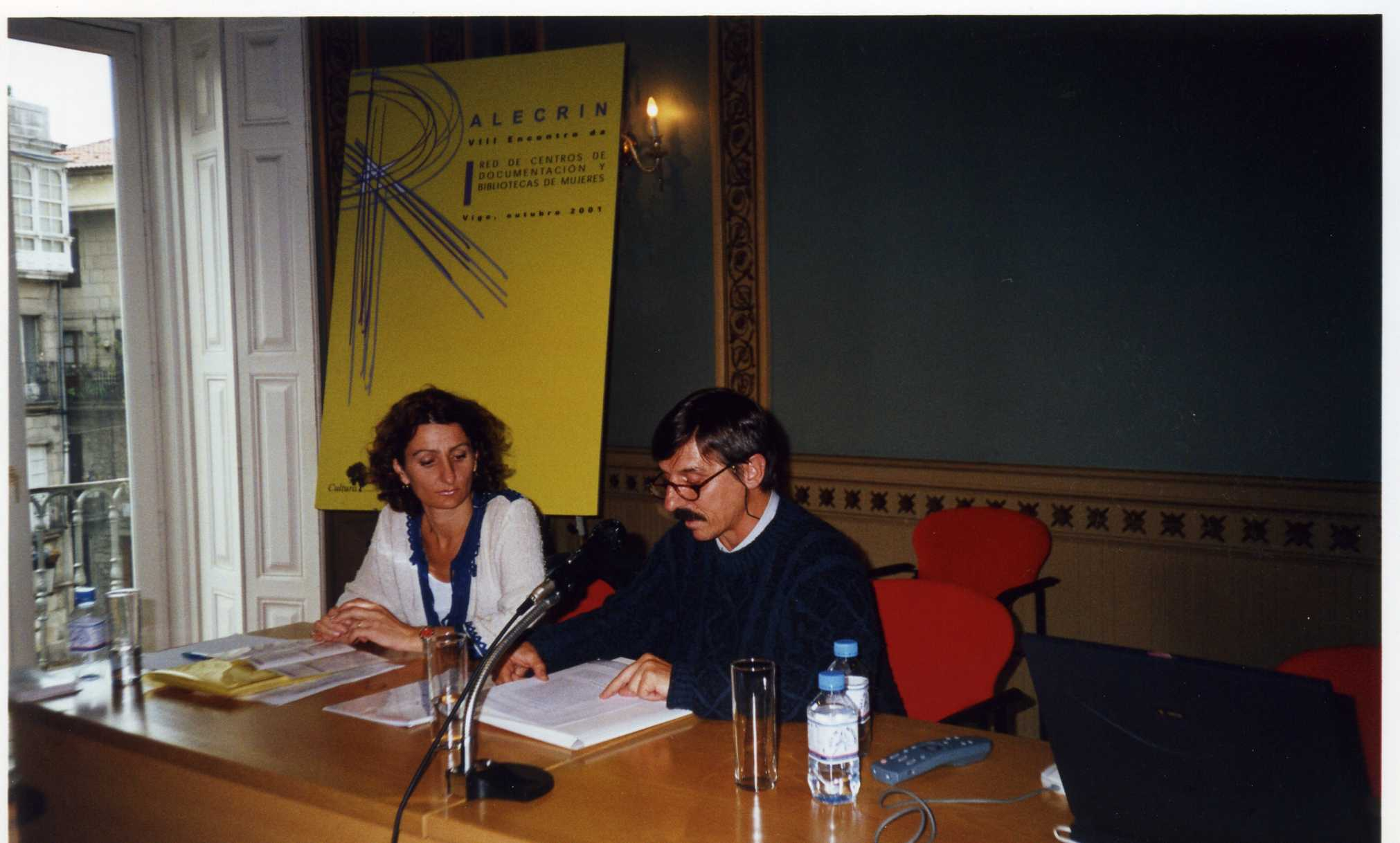
VIII Encuentro de la Red de Centros de Documentación y Bibliotecas de Mujeres (Vigo, 2001)

- Servicio de Documentación y Biblioteca "Clara Campoamor". Ayuntamiento de Alcobendas

- Centro de Documentación de Igualdad de Oportunidades. Concejalía de Familia y Bienestar Social. Ayuntamiento de Móstoles.

- Centro De Documentación. Instituto de la Mujer. Ministerio de la Presidencia, Relaciones con las Cortes e Igualdad de España

- Biblioteca del Instituto Universitario de Estudios de la Mujer . Universidad Autónoma de Madrid.

Comunidad Valenciana:
- Biblioteca de la Mujerr. Generalidad Valenciana

Galicia:
- Centro de Documentación y Recursos Feministas de Vigo. Concejalía de Igualdad. Ayuntamiento de Vigo

Navarra:

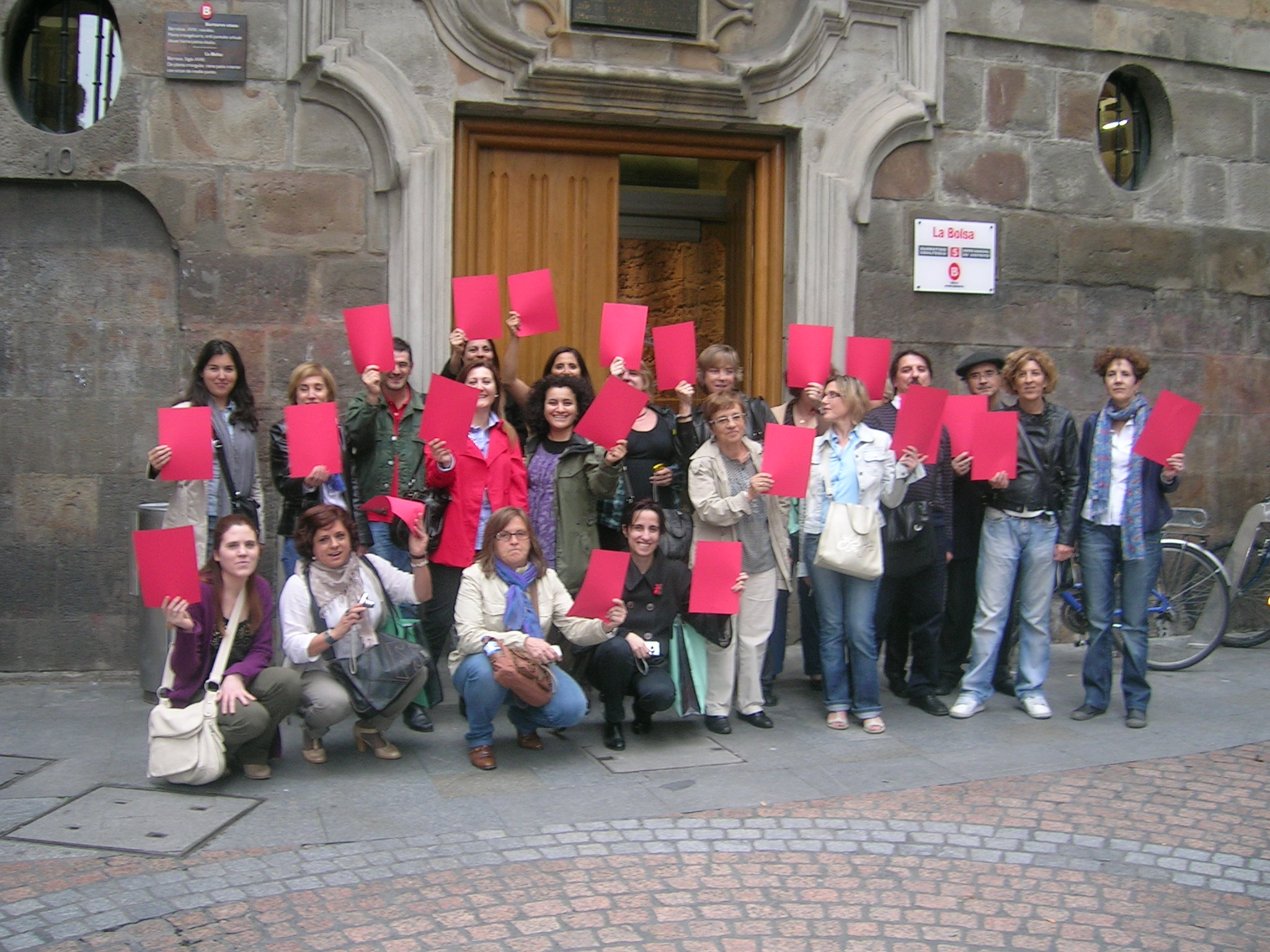
XVII Encuentro de la Red de Centros de Documentación y Bibliotecas de Mujeres (Bilbao, 2010)

- Centro de Documentación-Biblioteca de Mujeres. Fundación  IPES

- Centro de Documentación. Instituto Navarro para la Familia e Igualdad

País Vasco:
- Centro de Documentación de Mujeres "Maite Albiz"

- Centro De Documentación. Emakunde/Instituto Vasco de la Mujer

Principado de Asturias:
- Centro De Documentación. Instituto Asturiano de la Mujer

La Rioja:
- Biblioteca y Centro de Documentación de la Mujer. Centro Asesor de la Mujer

## Encuentros anuales de la Red
Las líneas principales de actuación se definen en encuentros anuales:
| Edición | Año  | Lugar                   | Entidad organizadora                                                                                             |
| ------- | ---- | ----------------------- | --- |
| I       | 1994 | Pamplona                | Biblioteca de la Mujer de IPES Elkartea                                                                          |
| II      | 1995 | Madrid                  | Biblioteca de Mujeres                                                                                            |
| III     | 1996 | Granada                 | Instituto de Estudios de la Mujer de la Universidad de Granada                                                   |
| IV      | 1997 | Barcelona               | Centro de Documentación del Instituto Catalán de las Mujeres                                                     |
| V       | 1998 | Telde                   | Centro de Documentación de Mujeres del Ayuntamiento de Telde                                                     |
| VI      | 1999 | Mérida                  | Centro de Estudios y Documentación de la Fundación "8 de Marzo"                                                  |
| VII     | 2000 | Valladolid              | Centro de Documentación de la Mujer de la Asociación "Rosa Chacel"                                               |
| VIII    | 2001 | Vigo                    | Biblioteca/Centro de Documentación de la Asociación Alecrín                                                      |
| IX      | 2002 | Gijón                   | Centro de Documentación de la Concellalía de la Mujer del Ayuntamiento de Gijón                                  |
| X       | 2003 | Vitoria                 | Centro de documentación de Emakunde-Instituto Vasco de la Mujer                                                  |
| XI      | 2004 | Murcia                  | Centro de Documentación del Instituto de la Mujer de la Región de Murcia                                         |
| XII     | 2005 | Sevilla                 | Centro de Documentación "María Zambrano" del Instituto Andaluz de la Mujer                                       |
| XIII    | 2006 | Málaga                  | Centro de Documentación del Servicio Provincial de la Mujer de la Diputación de Málaga                           |
| XIV     | 2007 | Alcobendas              | Servicio de Documentación y Biblioteca "Clara Campoamor" del Ayuntamiento de Alcobendas                          |
| XV      | 2008 | Palencia                | Centro de Documentación de la Mujer en Castilla y León de la Asociación de Mujeres Palentinas para la Democracia |
| XVI     | 2009 | Barcelona               | Biblioteca Francesca Bonnemaison de Barcelona                                                                    |
| XVII    | 2010 | Bilbao                  | Centro de Documentación de Mujeres "Maite Albiz"                                                                 |
| XVIII   | 2011 | Hospitalet de Llobregat | Programa Municipal de la Mujer del Ayuntamiento de Hospitalet de Llobregat                                       |
| XIX     | 2012 | Vigo                    | Centro de Documentación y Recursos Feministas de la Concejalía de Igualdad del Ayuntamiento de Vigo              |
| XX      | 2013 | Granada                 | Instituto de Estudios de la Mujer de la Universidad de Granada                                                   |
| XXI     | 2014 | Toledo                  | Centro de Documentación del Instituto de la Mujer de Castilla-La Mancha                                          |
| XXII    | 2015 | Salamanca               | Centro de Estudios de la Mujer de la Universidad de Salamanca                                                    |
| XXIII   | 2016 | Oviedo                  | Centro de Documentación del Instituto Asturiano de la Mujer                                                      |
| XXIV    | 2017 | Barcelona               | Centro de Documentación "Joaquima Alemany i Roca" del Instituto Catalán de las Mujeres                           |
| XXV     | 2018 | Sevilla                 | Centro de Documentación "María Zambrano" del Instituto Andaluz de la Mujer                                       |
| XXVI    | 2019 | Valencia                | Biblioteca de la Mujer. Generalidad Valenciana                                                                   |